# Gheorghe Brătianu

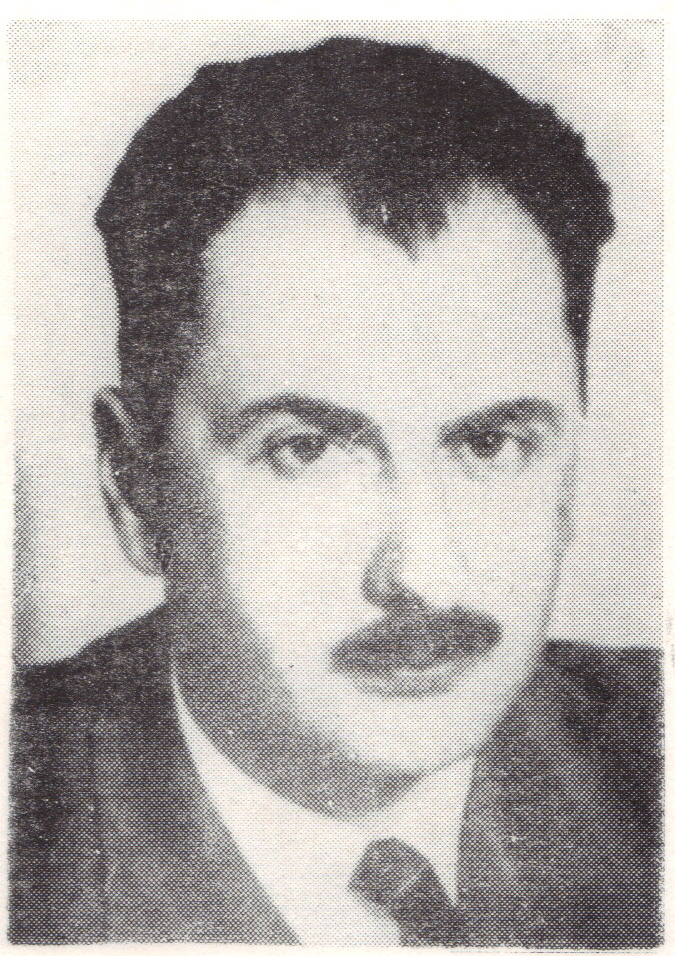
Gheorghe Ion Brătianu

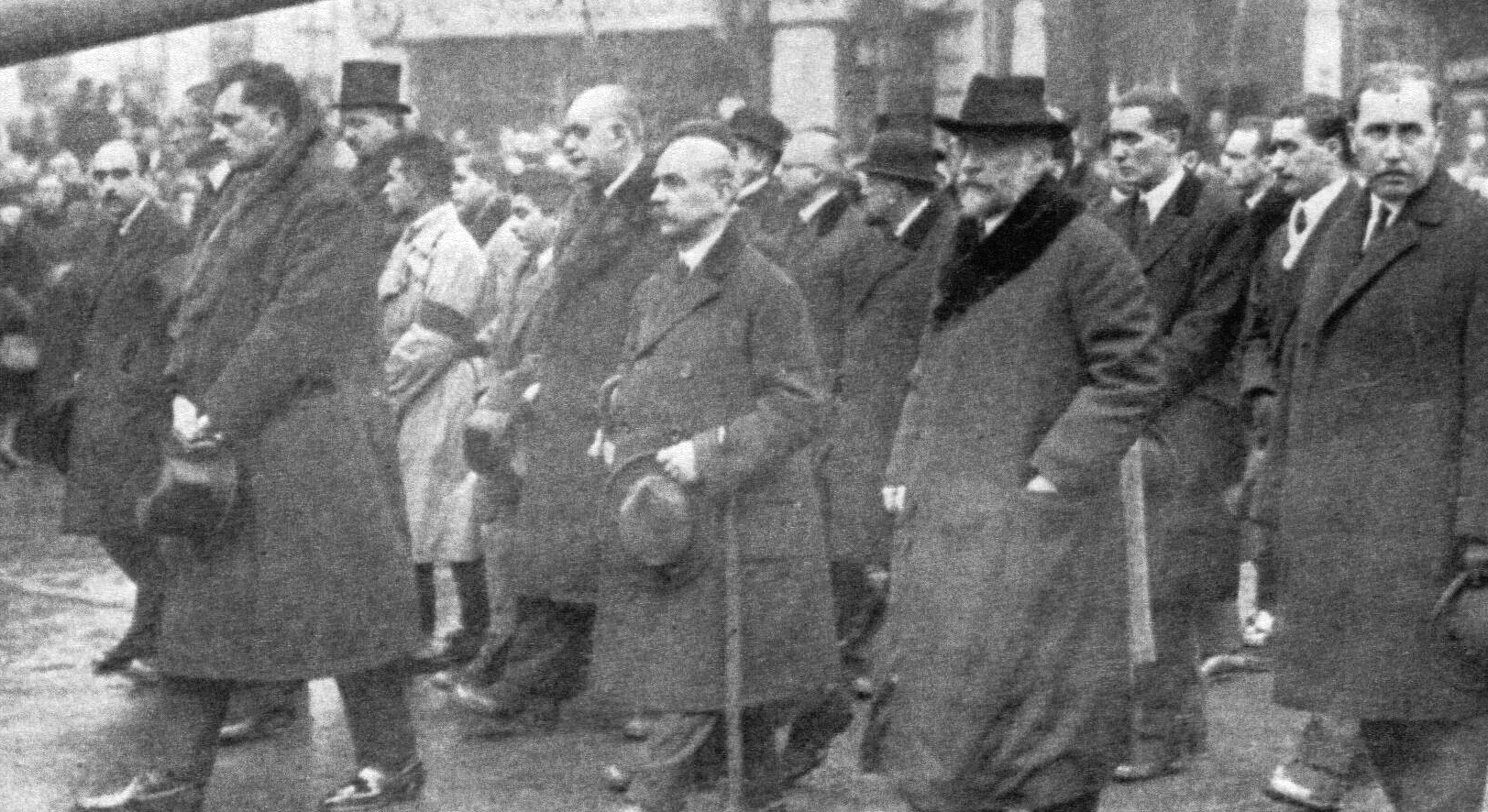
Gheorghe Brătianu (vorn) 1927 bei der Beerdigung seines Vaters Ionel, weiter hinter ihm u. a. Vintilă Brătianu (Bildmitte, mit Hut auf dem Kopf)

Gheorghe Ion Brătianu (* 12. Februar 1898 in Ruginoasa, Rumänien; † 26. April 1953 in Sighet) war ein rumänischer Politiker und Historiker.

## Leben
Gheorghe war ein illegitimer Sohn des rumänischen Ministerpräsidenten Ionel Brătianu. Er studierte Philosophie in Iași, Czernowitz (1923 Promotion in Philosophie) und Paris (1928 Promotion in Geschichte). Seit 1927 saß er im Parlament für die National-Liberalen Partei (Partidul Național Liberal), deren Vorsitzender sein Vater war. Nach dem Tod seines Vaters war 1927 zunächst dessen Bruder Vintilă Brătianu Premierminister und Parteichef geworden. Als auch dieser 1930 starb, wählte die Partei zunächst keinen weiteren Brătianu, sondern Ion Duca zu ihrem Vorsitzenden. Gheorghe Brătianu spaltete daraufhin einen kleinen, profaschistischen Parteiflügel, die sogenannten „Jungliberalen“, ab, gründete seine eigene Partei und bezeichnete diese – in bewusster Abgrenzung zu der von Duca geführten Partei bzw. mit Betonung auf die familiäre Traditionslinie – als Partidul Național Liberal – Brătianu. Seine (auch als „Georgisten“ bezeichnete) Partei unterhielt Kontakte zur Eisernen Garde, die Duca, der 1933 auch Ministerpräsident geworden war, ermordete. Ducas Nachfolger als Parteichef der Nationalliberalen wurde 1934 Gheorghes Onkel Constantin „Dinu“ Brătianu (Ionels Bruder), neuer Premierminister aber wurde dessen parteiinterner Rivale Gheorghe Tătărescu, der einen weiteren Flügel innerhalb der Partei führte. Nach der Wahlniederlage seiner Partei 1937 söhnte sich Gheorghe Brătianu 1938 mit seinem Onkel aus und kehrte als stellvertretender Parteivorsitzender (Vizepräsident) in dessen Partei zurück.
Im Konflikt mit der Eisernen Garde errichtete Carol II. 1938 schließlich eine Königsdiktatur und ließ alle Parteien, d. h. sowohl die Nationalliberale Partei als auch deren Abspaltung(en), verbieten. Dennoch blieb Tătărescu bis 1940 Premierminister, während sich Gheorghe Brătianu auf seine Forschung und Lehrtätigkeit als Historiker konzentrierte, wobei er sich unter anderem mit Nicolae Iorga auseinandersetzte, der 1940 ebenfalls von der Eisernen Garde ermordet wurde und dessen Lehrstuhl Brătianu daraufhin übernahm. Durch zahlreiche Publikationen, in denen er unter anderem die Migrationsthese ablehnte, errang er internationale Reputation und wurde 1942 (korrespondierendes) Mitglied der Rumänischen Akademie. Bis 1947 lehrte er an der Universität Iași und der Universität Bukarest, dann wurde er (1950) von den inzwischen an die Macht gelangten Kommunisten verhaftet und ins Sighet-Gefängnis verbracht, wo er gefoltert worden sein soll und starb. Er soll Selbstmord begangen haben. In den späten 1960er und 1970er Jahren wurde Brătianus nationalistisches Geschichtswerk jedoch von Rumäniens Kommunisten weitgehend rehabilitiert.

## Schriften (Auswahl)
- Le Commerce génois sur le Danube à la fin du XIII-e siècle. In: Bulletin de l’Institut pour l’Etude de l’Europe Sud-Orientale. Band 9, Nr. 5/6, 1922, ZDB-ID 419310-6, S. 50–54, (Digitalisat).
- Teorii noua în învătămîntul istoriei. Cu prilejul unui studiu al domnului St. Zeletin. Institutul de Arte Grafice „Viata Româneasca“, Jassy 1926.
- Le problème des frontières russo-roumaines pendant la guerre de 1877–1878 et au Congrès de Berlin. Communication présentée au VIe Congrès International des Sciences Historiques, Oslo, août 1928. Cartea Româneasca, Bukarest 1928.
- Recherches sur le commerce génois dans la Mer Noire au IIIe siècle. Geuthner, Paris 1929, (Digitalisat).
- La distribution de l’or et les raisons économiques de la division de l’empire romain. In: Istros. Revue roumaine d’archéologie et d’histoire ancienne. Band 1, Nr. 2, 1934, ZDB-ID 1413119-5, S. 1–26.
- Les Vénitiens dans la mer Noire au XIVe siècle après la deuxième guerre des Détroits. In: Echos d’Orient. Band 33, Nr. 174, 1934, ISSN 1146-9447, S. 148–162, doi:10.3406/rebyz.1934.2787.
- Napoléon III et les nationalités. Droz u. a., Paris u. a. 1934.
- Privilèges et franchises municipales dans l’Empire Byzantin. Geuthner u. a., Paris u. a. 1936.
- Une énigme et un miracle historique: le peuple roumain. À propos du livre de M. Ferdinand Lot sur les invations barbares et de quelques ouvrages récents sur les origines du peuple roumain. Imprimerie Nationale, Bukarest 1937.
  - rumänisch: O enigmă și un miracol istoric: poporul român (= Mica enciclopedie. 3). Fundația pentru Literatură și Artă „Regele Carol II“, Bukarest 1940, (Digitalisat).
  - deutsch: Ein Rätsel und ein Wunder der Geschichte: Das rumänische Volk. Dacia, Bukarest 1942.
- Origines et formations de l’unité roumaine. Institut d’Histoire universelle „N. Iorga“, Bukarest 1943.
- Tradiţia istorică despre întemeierea statelor românes̨ti. Institut d’Histoire universelle „N. Iorga“, Bukarest 1945.
- La Mer Noire. Des origines à la conquête Ottomane (= Acta historica. 9, ZDB-ID 429371-X). Societas academica Dacoromana, München 1969, (posthum).